# Kostel svatého Vavřince (Žebrák)
Kostel svatého Vavřince v Žebráku byl vystavěn kolem roku 1730 a stavebně upraven roku 1780. Je chráněn jako kulturní památka České republiky.

## Interiér
Vnitřní vybavení je cenné a pochází z různých uměleckých období. Nejstarší je gotická dřevořezba Žebrácké madony na hlavním oltáři (zapůjčena do Národní galerie v Praze), která pochází z let 1380-1390 a je dílem anonymního řezbáře, pojmenovaného podle této řezby Mistr Žebrácké madony. Dále je pozoruhodný obraz Vidění proroka Ezechiela od mistra rudolfinského manýrismu Matouše Gundelacha z roku 1610, přenesený ze hřbitovního kostela sv. Rocha. Barokní zařízení představuje hlavní oltář, přenesený sem po roce 1780 ze zrušeného kostela sv. Karla Boromejského v Praze - Novém Městě.